# Carayaó
Carayaó è un centro abitato del Paraguay, situato nel dipartimento di Caaguazú a 164 km dalla capitale del paese, Asunción. Forma uno dei 21 distretti del dipartimento.

## Popolazione
Al censimento del 2002 la località contava una popolazione urbana di 2.038 abitanti (13.234 nel distretto).

## Caratteristiche
Fondata dal governatore Carlos Morphi (Carlos Murphy) nel 1785, Carayaó si trova nelle vicinanze del fiume Tobatíry. I suoi abitanti si dedicano all'agricoltura, all'allevamento e allo sfruttamento delle risorse forestali.